# Escola Militar da Praia Vermelha

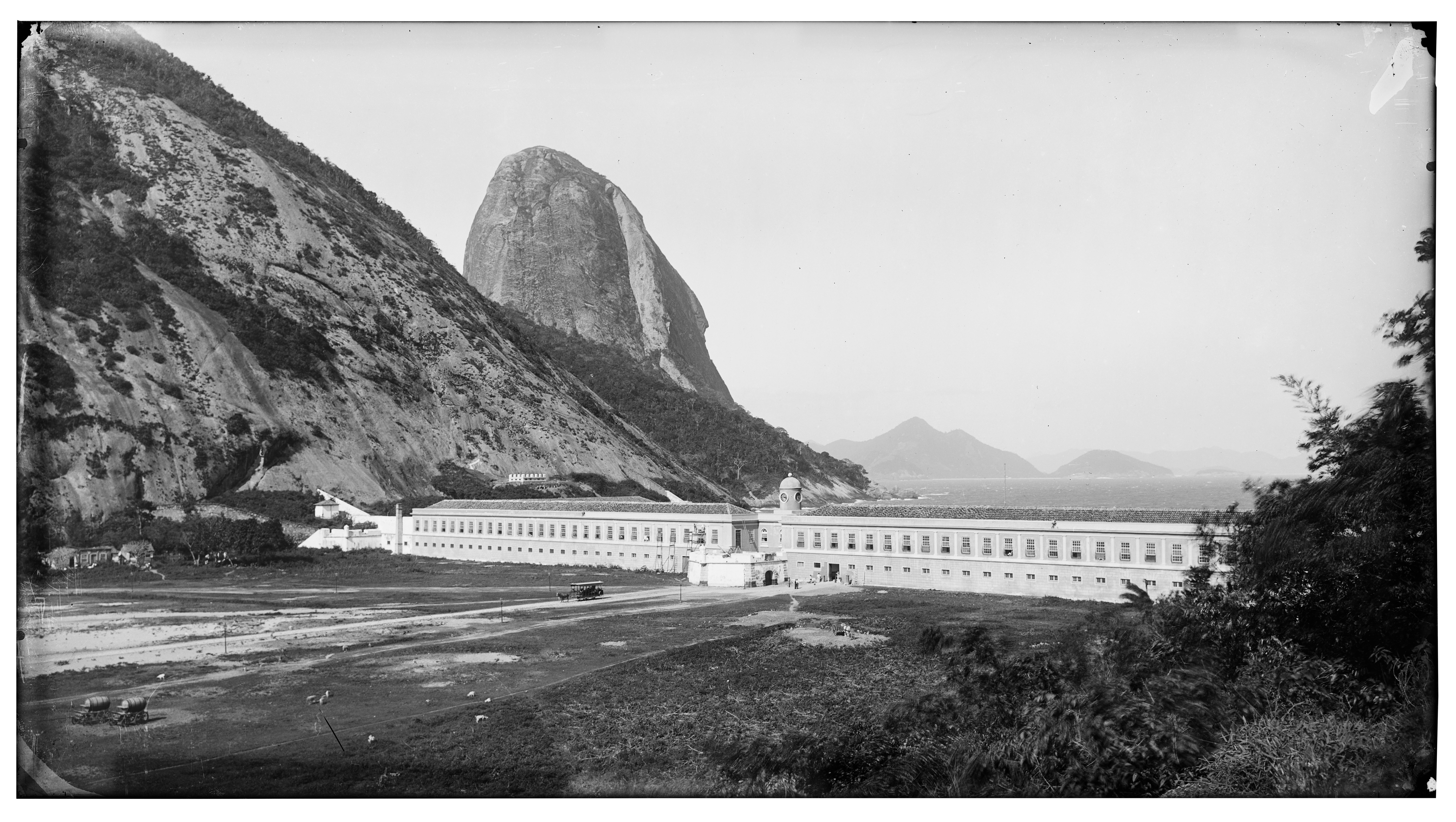
A Escola Militar da Praia Vermelha, fotografia de Marc Ferrez

A Escola Militar da Praia Vermelha foi um centro de formação de oficiais do Exército Brasileiro, que funcionou de 1858 até 1904 no Rio de Janeiro. É uma das antecessoras da Academia Militar das Agulhas Negras.

## História
Com a transferência da família real portuguesa Brasil em 1808, foi criada pelo príncipe-regente em 1810 a Real Academia Militar do Rio de Janeiro.
Após a proclamação da independência do Brasil (1822), a academia passou a ser denominada de "Imperial Academia Militar". Em 1832, o seu nome mudou uma vez mais, para "Academia Militar da Corte". Em 1840, passou a denominar-se "Escola Militar", e a partir de 1858, "Escola Central", sendo transferida para as dependências do Forte da Praia Vermelha.
Os engenheiros formados na Escola Central eram civis e militares, pelo fato de ser a única escola de engenharia no país. Em 1874, a Escola Central transitou para a Secretaria do Império passando a formar exclusivamente engenheiros civis, enquanto a formação dos oficiais de engenharia e de artilharia continuou a ser realizada na Escola Militar da Praia Vermelha até 1904. A escola foi fechada porque seus alunos aderiram à Revolta da Vacina, passando o edifício a acolher um regimento de infantaria. Os oficiais de infantaria e de cavalaria passaram a partir de então a ser formados na Escola de Guerra de Porto Alegre, no estado do Rio Grande do Sul.
Em 1913, objetivando unificar todas as escolas de guerra e de aplicação, foi criada a Escola Militar do Realengo, no Rio de Janeiro, que formou os oficiais do Exército Brasileiro por quase quarenta anos.
Diante da necessidade de aperfeiçoar a formação de oficiais para um exército que crescia e se operacionalizava, foi criada em Resende, em janeiro de 1944, a "Escola Militar de Rezende". Na época, houve também a intenção de afastar a juventude militar da efervescência política da capital do país, que ainda era o Rio de Janeiro. Seu idealizador foi o marechal José Pessoa Cavalcanti de Albuquerque. Em 1951, a instituição passou a denominar-se Academia Militar das Agulhas Negras.
No local onde se situava a antiga escola, na Praia Vermelha, estão situadas hoje duas importantes Escolas do Exército: a Escola de Comando e Estado-Maior do Exército e o Instituto Militar de Engenharia.